# ديان تشروفيتش
ديان تشروفيتش (بالصربية: Дејан Чуровић)‏ هو لاعب كرة قدم صربي في مركز الهجوم، ولد في 10 أغسطس 1968 في زمون ‏ في النمسا، وتوفي في 11 أغسطس 2019 في بلغراد في صربيا بسبب ابيضاض الدم. لعب مع فيتيسه آرنهم ونادي بارتيزان ونادي زيمون ونادي غرونينغن.

## وصلات خارجية
- ديان تشروفيتش على موقع قاعدة بيانات كرة القدم.إي يو (الإنجليزية)
- ديان تشروفيتش على موقع عالم كرة القدم.نت (الإنجليزية)